# Janet Sawbridge
Janet Sawbridge (1947 - 5 de março de 2021) foi uma patinadora artística britânica, que competiu na dança no gelo. 

## Carreira
Com Peter Dalby ela conquistou uma medalha de bronze em campeonatos europeus e foi duas vezes campeã do campeonato nacional britânico. Com Jon Lane ela conquistou uma medalha de bronze em campeonatos mundiais, uma medalha de prata e uma de bronze em campeonatos europeus e foi quatro vezes medalhista do campeonato nacional britânico. Com David Hickinbottom ela conquistou uma medalha de prata e uma de bronze em campeonatos mundiais, duas medalhas de prata e uma de bronze em campeonatos europeus e foi bicampeã do campeonato nacional britânico.

## Morte
Morreu em 5 de março de 2021, aos 73 anos.

## Principais resultados

### Com Peter Dalby
| Resultados           | Resultados    | Resultados        | Resultados       | Resultados    | Resultados      | Resultados    | Resultados    | Resultados    | Resultados    | Resultados    | Resultados    | Resultados    | Resultados    | Resultados    | Resultados    |  |
| Internacional        | Internacional | Internacional     | Internacional    | Internacional | Internacional   | Internacional | Internacional | Internacional | Internacional | Internacional | Internacional | Internacional | Internacional | Internacional | Internacional |  |
| Evento/Temporada     | 1970– 1971    | 1971– 1972        | 1972– 1973       | 1973– 1974    | 1974– 1975      |               |               |               |               |               |               |               |               |               |               |  |
| -------------------- | ------------- | ----------------- | ---------------- | ------------- | --------------- | ------------- | ------------- | ------------- | ------------- | ------------- | ------------- | ------------- | ------------- | ------------- | ------------- |  |
| Campeonato Mundial   |               | 4.ª               | 4.ª              | 5.ª           |                 |               |               |               |               |               |               |               |               |               |               |  |
| Campeonato Europeu   | 5.ª           | Medalha de bronze | 4.ª              | 4.ª           |                 |               |               |               |               |               |               |               |               |               |               |  |
| Nacional             |               |                   |                  |               |                 |               |               |               |               |               |               |               |               |               |               |  |
| Campeonato Britânico |               | Medalha de ouro   | Medalha de prata |               | Medalha de ouro |               |               |               |               |               |               |               |               |               |               |  |
|                      |               |                   |                  |               |                 |               |               |               |               |               |               |               |               |               |               |  |

### Com Jon Lane
| Resultados           | Resultados        | Resultados        | Resultados        | Resultados       | Resultados    | Resultados    | Resultados    | Resultados    | Resultados    | Resultados    | Resultados    | Resultados    | Resultados    | Resultados    | Resultados    |  |
| Internacional        | Internacional     | Internacional     | Internacional     | Internacional    | Internacional | Internacional | Internacional | Internacional | Internacional | Internacional | Internacional | Internacional | Internacional | Internacional | Internacional |  |
| Evento/Temporada     | 1965– 1966        | 1966– 1967        | 1967– 1968        | 1968– 1969       | 1969– 1970    | 1970– 1971    |               |               |               |               |               |               |               |               |               |  |
| -------------------- | ----------------- | ----------------- | ----------------- | ---------------- | ------------- | ------------- | ------------- | ------------- | ------------- | ------------- | ------------- | ------------- | ------------- | ------------- | ------------- |  |
| Campeonato Mundial   | 6.ª               | 4.ª               | Medalha de bronze | 4.ª              | 7.ª           | 6.ª           |               |               |               |               |               |               |               |               |               |  |
| Campeonato Europeu   | 6.ª               | 4.ª               | Medalha de bronze | Medalha de prata |               |               |               |               |               |               |               |               |               |               |               |  |
| Nacional             |                   |                   |                   |                  |               |               |               |               |               |               |               |               |               |               |               |  |
| Campeonato Britânico | Medalha de bronze | Medalha de bronze | Medalha de bronze | Medalha de prata |               |               |               |               |               |               |               |               |               |               |               |  |
|                      |                   |                   |                   |                  |               |               |               |               |               |               |               |               |               |               |               |  |

### Com David Hickinbottom
| Resultados           | Resultados        | Resultados        | Resultados       | Resultados    | Resultados    | Resultados    | Resultados    | Resultados    | Resultados    | Resultados    | Resultados    | Resultados    | Resultados    | Resultados    | Resultados    |  |
| Internacional        | Internacional     | Internacional     | Internacional    | Internacional | Internacional | Internacional | Internacional | Internacional | Internacional | Internacional | Internacional | Internacional | Internacional | Internacional | Internacional |  |
| Evento/Temporada     | 1962– 1963        | 1963– 1964        | 1964– 1965       |               |               |               |               |               |               |               |               |               |               |               |               |  |
| -------------------- | ----------------- | ----------------- | ---------------- | ------------- | ------------- | ------------- | ------------- | ------------- | ------------- | ------------- | ------------- | ------------- | ------------- | ------------- | ------------- |  |
| Campeonato Mundial   | 4.ª               | Medalha de bronze | Medalha de prata |               |               |               |               |               |               |               |               |               |               |               |               |  |
| Campeonato Europeu   | Medalha de bronze | Medalha de prata  | Medalha de prata |               |               |               |               |               |               |               |               |               |               |               |               |  |
| Nacional             |                   |                   |                  |               |               |               |               |               |               |               |               |               |               |               |               |  |
| Campeonato Britânico | Medalha de prata  | Medalha de ouro   | Medalha de ouro  |               |               |               |               |               |               |               |               |               |               |               |               |  |
|                      |                   |                   |                  |               |               |               |               |               |               |               |               |               |               |               |               |  |